# Yunak
Yunak (en kurde Yûnox, est une ville et un district de la province de Konya dans la région de l'Anatolie centrale en Turquie.
Les Kurdes constituant la majeure partie de la population de la ville, les Turcs et les Turkmènes sont présents aussi dans la ville ainsi que dans les villages.

## Population
La population de Yunak est composée de :
- Kurdes : 77 %
- Turcs : 18 %
- Turkmènes : 5%

## Histoire
Yunak est d'abord habité par les Kurdes ayant émigré de Elâzığ, Malatya. Mais en 2007 d'autres Kurdes arrivent de Şanlıurfa à cause des problèmes économiques.
En raison de la guerre au Rojava, les réfugiés n'hésitent pas à venir en masse à Yunak. Les Turcs et les Turkmènes émigrent des villes suivantes : Izmir, Kars, Afyonkarahisar.